# Office des produits wallons
L'Office des produits wallons est une ancienne association sans but lucratif créée en 1978 et dissoute en 2014, ayant pour but de promouvoir les produits wallons et aider les producteurs de cette région à mieux les faire connaître. 
L'association apportait une aide dans leurs démarches promotionnelles à travers des formations, des séminaires ou des actions plus précises telles que des participations financières sur les foires et marchés promulguant des produits du terroir. Son siège était établi à Charleroi. Elle y disposait également d'une Maison de Terroir, ainsi que deux autres à Liège et Namur.   

## Historique
En 1978, l'Office des produits wallons est créé par Luc Tilman et René Walgraffe, qui sont alors étudiants, aidés de plusieurs autres personnes. L'organisation est organisée sous la forme d'une association sans but lucratif. Ils se donnent pour objectif de soutenir les producteurs du terroir wallon et de promouvoir leur activité.
Avec le temps, ils commencent à recevoir des subventions régionales, ce qui pousse les autorités wallonnes à tenter de politiser l'offre de l'Office des produits wallons. En 2005, le ministre wallon de l'Agriculture Benoît Lutgen annonce avoir déposé au Parquet un dossier contre l'Office des produits wallons pour « des problèmes de gestion de stocks, de frais injustifiés, d'irrégularités comptables, de défauts de facturation notamment dans les prestations ». 
En 2007, l'organisation inaugure son nouveau siège à Charleroi. 
L'association est finalement dissoute à la fin 2014 et liquidée au cours de la première moitié de l'année 2015. Elle souffre alors de la concurrence de l'Agence wallonne pour la promotion d'une agriculture de qualité, ou APAQ-W. Les subventions sont juste suffisantes pour maintenir en emploi les huit salariés le temps qu'ils retrouvent du travail.
Une fusion avec l'APAQ-W est un temps envisagée, mais n'a finalement pas lieu. Légalement, elle aurait même été impossible.